# HC Metulla
Der HC Metulla ist ein israelischer Eishockeyclub aus Metulla, der 1996 gegründet wurde und in der israelischen Liga spielt. Die Heimspiele werden im Canada Centre ausgetragen.

## Geschichte

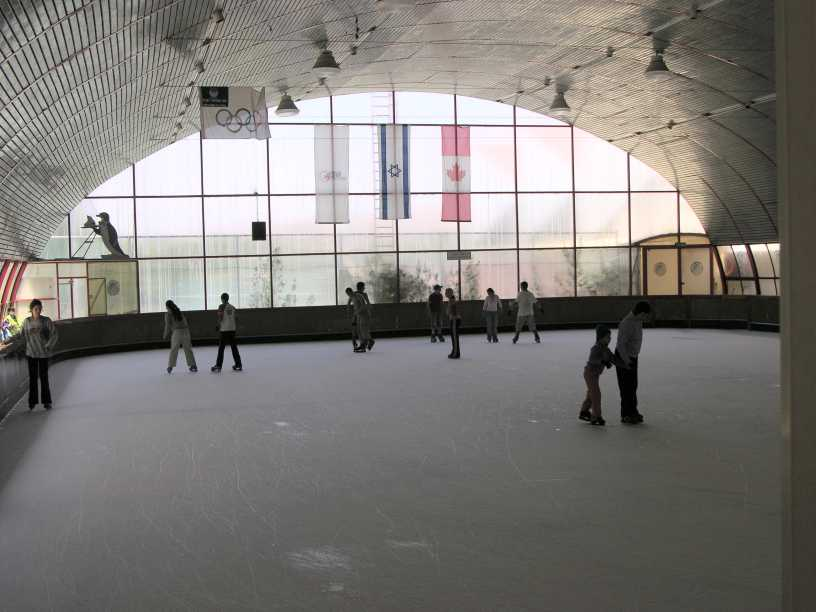
Das Metulla Canada Centre, bis 2012 einzige Eishalle Israels

Der im Kalenderjahr 1996 gegründete Eishockeyverein gewann 1999 seine erste israelische Meisterschaft. Die Saison 2009/10 wurde auf dem vierten Platz abgeschlossen. In der Spielzeit 2010/11 wurde der zweite Meistertitel errungen.
Weiters nahm der Club 1999 an der Austragung des IIHF Continental Cup teil. In einer Gruppe mit Dunaújvárosi Acélbikák, HK Bled und HK Jesenice verlor die Mannschaft in der ersten Runde alle ihre drei Partien mit jeweils zweistelligen Resultaten. Die höchste Niederlage resultierte in der Partie gegen den HK Jesenice, die Mannschaft unterlag mit 1:16 und erzielte im Turnierverlauf lediglich zwei Treffer.

## Erfolge
- Israelischer Meister (2): 1999, 2011

## Ehemalige Spieler
- Daniel Erlich
- Ran Oz
- Eliezer Sherbatov
- Avihu Sorotzky
- Daniel Spivak